# Nikołaj Wollenberg
Nikołaj Lwowicz Wollenberg (ros. Николай Львович Волленберг, ur. 1892 w Dyneburgu, zm. w grudniu 1937 w Moskwie) – radziecki funkcjonariusz służb specjalnych.

## Życiorys
Uczył się w szkole miejskiej w Warszawie, a następnie w Rzeczycy, którą ukończył w 1910. Następnie pracował jako marynarz w czarnomorskiej flocie handlowej. W 1914 ukończył średnią szkołę rolniczą w Pskowie.
Po wybuchu I wojny światowej został zmobilizowany do armii rosyjskiej. Po rewolucji bolszewickiej 1917 wstąpił do Rosyjskiej Partii Komunistycznej (bolszewików). Współorganizował Gwardię Czerwoną na Białorusi. Pełnił różne funkcje partyjne w miastach Konow, Mohylew i Homel.
Od stycznia 1920 służył w CzeKa. Stanął na czele struktur Czeki w Homlu. Doprowadził do likwidacji konspiracyjnego Zachodniego Komitetu Obwodowego. Od końca grudnia 1921 szefował Czeką w Baszkirii. Na pocz. lipca 1922 objął funkcję naczelnika baszkirskiego obwodowego OGPU w Sterlitamaku. Od 1926 służył w centrali OGPU w Moskwie. Początkowo był zastępcą szefa Zarządu Ekonomicznego, a następnie zastępcą szefa Wschodniego Oddziału OGPU (faktycznie kierował jego działalnością). Od 1928 pełnił funkcję pełnomocnego przedstawiciela OGPU w Kazachstanie.
W 1930 powrócił do Moskwy. Do 1933 znajdował się w rezerwie specjalnej OGPU, uczestnicząc w kierowniczych kursach marksizmu-leninizmu. Następnie przeszedł do służby w INO OGPU, zostając rezydentem służby w Persji. Od listopada 1934 był rezydentem OGPU w Wolnym Mieście Gdańsku pod dyplomatyczną przykrywką wicekonsula ZSRR. Prowadził działania wywiadowcze wymierzone w Polskę. Pod koniec sierpnia 1936 z powodów zdrowotnych odesłano go do Moskwy. Doszedł do stopnia majora bezpieczeństwa państwowego. Był odznaczony Orderem Czerwonego Sztandaru i dwoma odznakami "Honorowy Funkcjonariusz Czeki/OGPU".